# Maria May (Schauspielerin)
Maria May (* 1998 als Lola-Maria Gorokhov in Barcelona, Spanien) ist eine US-amerikanische Balletttänzerin, Kinderdarstellerin und Synchronsprecherin.

## Leben und Karriere
Maria May wurde unter dem Namen Lola-Maria Gorokhov in der spanischen Küstenstadt und Hauptstadt Kataloniens, Barcelona, geboren. Durch ihre Mutter, Elisa Metreveli, einer georgischstämmigen Lehrerin und Schneiderin, die sich seit ihrer Kindheit selbst für Ballett interessierte, wurde die später unter dem Namen Maria May bekannte Ballerina mit dem klassischen Tanz in Verbindung gebracht. Metreveli wollte einst selbst Balletttänzerin werden, musste diesen Traum jedoch früh aufgeben, als ihre Mutter verstarb als sie vier Jahre alt war und der alleinerziehende Vater von drei Kindern seinen Nachwuchs zu einer guten schulischen Ausbildung, neben der keine Zeit für Ballett blieb, drängte. Über Spanien kam Elisa Metreveli, Absolventin der Staatlichen Universität Tiflis, mit ihrer Tochter, die zu diesem Zeitpunkt noch den Namen Gorokhov trug und diesen noch einige weitere Jahre tragen sollte, im Jahre 2004 nach New York City. Gleich nach der Ankunft in den Vereinigten Staaten wurde die damals Sechsjährige an der School of American Ballet angemeldet und zog mit ihrer Mutter in die Chelsea-Elliot Houses, ein kombiniertes Wohnbauprojekt der New York City Housing Authority, das neben Wohnmöglichkeiten auch Arbeitsplätze bereitstellt.
Zwei Jahre später, ihre Mutter arbeitete fortan als Schneiderin und produzierte Kostüme für Ballett und Eiskunstlauf, wurde sie in die Rolle eines Hasen im Stück Der Nussknacker geholt und trat somit 2006 erstmals offiziell für die Kompanie New York City Ballet im Lincoln Center for the Performing Arts auf. 2007 wurde sie auserwählt um die Hauptrolle der Marie, oftmals auch unter dem Namen Clara bekannt, in einer der zwei abwechselnden Besetzungen zu tanzen. Diese Rolle hatte sie nachweislich auch noch in den beiden nachfolgenden Jahren. Im gleichen Jahr, als sie die Rolle der Marie bekam, wurde Gorokhov im rund 43 Minuten dauernden Tanz-Kurzfilm Learn To Be A Princess! von Jamie Lustberg eingesetzt. Im Laufe der Jahre begann Gorokhov auch eine Ausbildung an der Professional Performing Arts School. Nach unzähligen Ballettauftritten wurde die nun als Maria May bekannte Tänzerin vom Fernsehsender Nick Jr. engagiert um das Eichhörnchen Hop in der israelisch-britisch-südkoreanischen Fernsehserie Zack und Quack zu sprechen. Diese Rolle hatte sie in allen 26 bzw. 52 Episoden, jede Folge wurde in zwei verschiedene Segmente aufgeteilt, inne und war danach noch im gleichen Jahr im Kurzfilm If the Trees Could Talk zu sehen. In der deutschsprachigen Synchronfassung von Zack und Quack wurde ihrem Charakter die Stimme von Peggy Pollow geliehen. Für ihre Leistung als Hauptrolle in Michael Weinsteins Kurzfilm wurde sie beim International Filmmaker Festival of World Cinema, London für einen Festival Award in der Kategorie „Best Lead Actress in a Short Film“ nominiert, konnte sich in dieser Kategorie allerdings nicht gegen Gianna Gomez, die den Preis für ihr Engagement in Catching Fireflies gewann, durchsetzen.
Weiters wurde sie in diesem Jahr beim Madrid International Film Festival ebenfalls für einen Festival Award in der Kategorie „Best Lead Actress in a Short Film“ nominiert; auch Regisseur Weinstein und der Film selbst waren bei dieser Verleihung in anderen Kategorien nominiert. Weitere Erfolge feierte der Film auch bei diversen anderen Filmfestivals und den American Movie Awards, bei denen der Film in der Kategorie „Best Narrative Short“ ausgezeichnet wurde. 2015 trat Maria May auch in einer Folge des ABC-Programms Primetime: What Would You Do? in Erscheinung und gab im Jahre 2016 im Paul Borgheses Back in the Day an der Seite von Schauspielgrößen wie Alec Baldwin, Danny Glover und Shannen Doherty oder neben William DeMeo ihr Spielfilmdebüt. Neben ihrer Schauspiel- und Ballettkarriere tritt Maria May auch als Model, unter anderem in diversen Werbespots, in Erscheinung. So war sie unter anderem 2012 in einem Werbespot zum Kindertablet Meep! des US-Herstellers Oregon Scientific zu sehen oder 2013 in einer spanischen Werbung zum Endless-Shrimp-Menü der US-Sea-Food-Kette Red Lobster. Weitere Auftritte hatte sie 2013 in einem Werbefilm zum Service Xfinity des Comcast-Konzerns sowie 2014 in einem Spot zu Stouffer’s Macaroni and cheese.

## Filmografie
Filmauftritte (auch Kurzauftritte)
- 2007: Learn To Be A Princess (Kurzfilm)
- 2014: If the Trees Could Talk (Kurzfilm)

Serienauftritte (auch Gast- und Kurzauftritte)
- 2014: Zack und Quack (Zack & Quack) (Synchronrolle; 26 bzw. 52 Episoden)
- 2015: Primetime: What Would You Do?